# Henry Görtler
Henry Görtler (Calgary, 26 d'octobre de 1909 - Friburg de Brisgòvia, 31 de desembre de 1987) va ser un matemàtic aplicat alemany que va treballar en el camp de la mecànica dels fluids.

## Biografia
Va estudiar primer a la Universitat de Múnic i després a la Universitat de Giessen, on va defensar la seva tesi el 1936 sota la direcció d'Harald Geppert.
El 1937 es va incorporar al centre d'investigació aerodinàmica (Aerodynamische Versuchsanstalt Göttingen) de la Societat Kaiser-Wilhelm de Göttingen, on va treballar amb Ludwig Prandtl. És aquí on va publicar les seves obres més conegudes sobre les inestabilitats de la capa límit, en particular els vòrtexs de Görtler.
El 1949 es va convertir en professor a la Universitat de Friburg de Brisgòvia, on va crear un Institut de Matemàtica Aplicada.

## Distincions
- President de la Societat de Matemàtica Aplicada i Mecànica (Gesellschaft für Angewandte Mathematik und Mechanik, GAMM) (1955-1958).
- Membre de l'Acadèmia de Ciències de Heidelberg (Heidelberger Akademie der Wissenschaften) (1961).
- Membre de l'Acadèmia Alemanya de Ciències Leopoldina (Deutsche Akademie der Wissenschaften Leopoldina) (1963).
- Medalla de Carl Friedrich Gauss (1967).
- President de la Unió Internacional de Mecànica Teòrica i Aplicada (International Union of Theoretical and Applied Mechanics, IUTAM) (1972-1976).
- Company de l'Institut Americà d'Aeronàutica i Astronàutica (American Institute of Aeronautics and Astronautics, AIAA).

## Obres
- Görtler, Henry. Dimensionsanalyse: Theorie der physikalischen Dimensionen mit Anwendungen (en alemany).  Springer Verlag, 1975.
- Görtler, Henry; Tollmien, Walter. 50 Jahre Grenzschichtforschung: eine Festschrift in Originalbeiträgen (en alemany).  Wieweg and Sohn, 1955.